# Shimada
Shimada (jap. 島田市 Shimada-shi) – miasto w Japonii, w prefekturze Shizuoka (środkowe Honsiu).

## Położenie
Miasto leży w środkowej części prefektury Shizuoka, nad brzegami rzeki Ōi (Ōi-gawa). W jego pobliżu znajdują się miasta: Shizuoka, Hamamatsu, Fujieda, Makinohara, Kakegawa oraz Kikugawa.

## Historia
- Miasto powstało 1 stycznia 1948 r. Kolejno dołączano do niego m.in.:
- 1 stycznia 1955 – wsie: Rokugō, Kuni, Ōtsu, Ikumi, Nanbu;
- 1 czerwca 1961 – wieś Hatsukura;
- 5 maja 2005 – miasteczko Kanaya;
- 1 kwietnia 2008 – miasteczko Kawane.

W 1997 r. most Hōrai, łączący brzegi rzeki Ōi, został wpisany do Księgi rekordów Guinnessa jako najdłuższy pieszy, drewniany most na świecie.

## Miasta partnerskie
- Brienz, Szwajcaria
- Huzhou, Chiny
- Richmond, Stany Zjednoczone